# فلوئوروآمین
فلوئوروآمین (به انگلیسی: Fluoroamine) با فرمول شیمیایی NH۲F یک ترکیب شیمیایی با شناسه پاب‌کم ۱۳۹۹۸۷ است. که جرم مولی آن 35.021 g/mol می‌باشد. شکل ظاهری این ترکیب، گاز فرار است.